# Maria Musch
Maria Musch, geboren als Maria Corneliusdochter Matelief (voor 1600 - begraven in Rotterdam, 21 april 1635), was een koopvrouw en een reder op de walvisvaart. Nadat haar man Jan Jacobszoon Musch, een koopman, reder en burgemeester van Rotterdam, in augustus 1610 was overleden, vervolgde zij zijn handelsactiviteiten in haring, zout, hout, traan en baleinen. Ook was zij betrokken bij de Kleine Noordse Compagnie die in 1616 was opgericht ten behoeve van de walvisvaart. Haar naam leeft voort in de naar haar genoemde baai Maria Muschbukta aan de westkust van het Noorse eiland Jan Mayen.
Zij was de moeder van griffier Cornelis Musch.